# Martin Östholm
Martin Östholm (2 sierpnia 1988 r.) – szwedzki unihokeista.

## Kariera klubowa
- Granlo IBK (2005-2006)
- Sundsvall City IBC (2006-2007)
- Pixbo Wallenstam IBK (2007 –

## Sukcesy

### Reprezentacyjne
- Mistrzostwa Świata U-19 w Unihokeju - (1 x ): 2005
- Mistrzostwa Świata w Unihokeju - (2 x ): 2012, 2014
- Mistrzostwa Świata w Unihokeju - (1 x ): 2016

Szczegółowa tabela występów w reprezentacji.
| Turniej                                       | Rok  | M  | B  | A  | Pkt |
| --------------------------------------------- | ---- | -- | -- | -- | --- |
| Mistrzostwa Świata w unihokeju (kwalifikacje) |      | 5  | 6  | 8  | 14  |
|                                               | 2016 | 5  | 6  | 8  | 14  |
| Mistrzostwa Świata w unihokeju                |      | 11 | 14 | 10 | 24  |
|                                               | 2014 | 6  | 6  | 5  | 11  |
|                                               | 2012 | 5  | 8  | 5  | 13  |